# 林広院
林広院（りんこういん）は、岐阜県郡上市美並町白山にある釈迦如来を本尊とする曹洞宗の寺院。

## 概要
1441年（嘉吉元年）に高原城主粥川光広が越中国新川郡大安寺の梅庭洞察に帰依して建立した。その前身は粥川光林入道が下苅安に建立したという光林庵である。1571年（元亀2年）、遠藤盛数の家臣として功績のあった粥川光広の末裔、鶴尾山城主粥川甚右衛門親光が没した際に、その菩提を弔うため光林庵を現在地に移して山林を寄付し林広院と改称した。遠藤氏が郡上から加茂に移されて稲葉氏が領主となった際に鶴尾山城に名和氏が入るとその菩提寺となり、その法名から陽澤山の山号を称する様になった。その後、1648年（慶安元年）に火災に遭い諸記録を失っている。1873年（明治6年）から1882年（明治15年）まで紫烈義校（のちの美並村立下川小学校）の仮校舎が置かれた。
八幡町小那比の円通寺や美並町大原の桂昌寺は末寺である。